# Tipografia da Apple
A tipografia da Apple Inc., empresa multinacional norte-americana, refere-se à tipografia usada no marketing, em sistemas operativos e no design de produtos da Apple.

## Motter Tektura
Motter Tektura foi usada ao lado do logotipo da empresa e na tipografia do Apple II e acessórios, antes do Macintosh. Esta fonte foi criada em Áustria por Othmar Motter of Vorarlberger Graphik em 1975 e distribuida por Letraset -  também foi famosa por ser usada pela Rebook.

## Apple Garamond
Apple Garamond é uma fonte tipográfica derivada do Garamond, utilizada nos primeiros produtos da Apple Inc..

## Myriad

Myriad

Ipod

No lançamento do computador eMac, em 2002, a Apple alterou a fonte que usava na imagem corporativa, a Apple Garamond para a Myriad, presente agora em todos os seus produtos e aplicações de marketing. Os iPod mais recentes também a usam (substituíndo a Chicago) na interface gráfica.

## San Francisco (SF)
San Francisco é uma fonte exclusiva da Apple utilizada em seus produtos (iOS, iPadOS, MacOS, tvOS e WatchOS) desde 2015. Foi introduzida em setembro de 2015 junto aos iPhone 6s e iPhone 6s Plus, e o sistema operacional iOS 9.
Inspirada nas tipografias Helvetica e DIN, San Francisco é uma fonte Neo-grotesque sem serifa. Contém 3 versões principais, todas disponíveis para baixar gratuitamente no site oficial do Apple Developer.
A partir do iOS 14, o sistema promove a fonte no formato variável. Este formato combina estilos de fontes diferentes juntas em um arquivo, e suporta interpolação entre estilos para criar intermediários. Com interpolação, tipografias podem adaptar para todos os tamanhos enquanto parecem especificamente desenhadas para cada tamanho.

### SF Pro
SF Pro (ou San Francisco Pro) é a fonte utilizada no iOS, iPadOS e MacOS. Até o iOS 14, possuia os estilos Display, para textos em até 36 px, e Text, para textos menores que 36 px. A variação era utilizada pelo espaçamento entre as letras (Kerning) dos dois estilos, porém foi descontinuada. Além de sua forma básica, SF Pro também contém o estilo Rounded (SF Pro Rounded).

### SF Compact
SF Compact (ou San Francisco Compact) é a fonte utilizada no sistema WatchOS. Difere da SF Pro na largura da forma das letras, desenhada para ser mais fácil de ler em telas menores (Apple Watch). Assim como SF Pro, possui o estilo Rounded (SF Compact Rounded).

### SF Mono
SF Mono é uma variante monoespaçada de San Francisco — ou seja, uma tipografia na qual todos os caracteres são iguais em largura. Normalmente se utiliza tipografia monoespaçada para alinhar as colunas de um texto, como em um ambiente de código. Por exemplo, Xcode e Swift Playgrounds usam SF Mono como padrão.